# Alfons I. (Aragón)

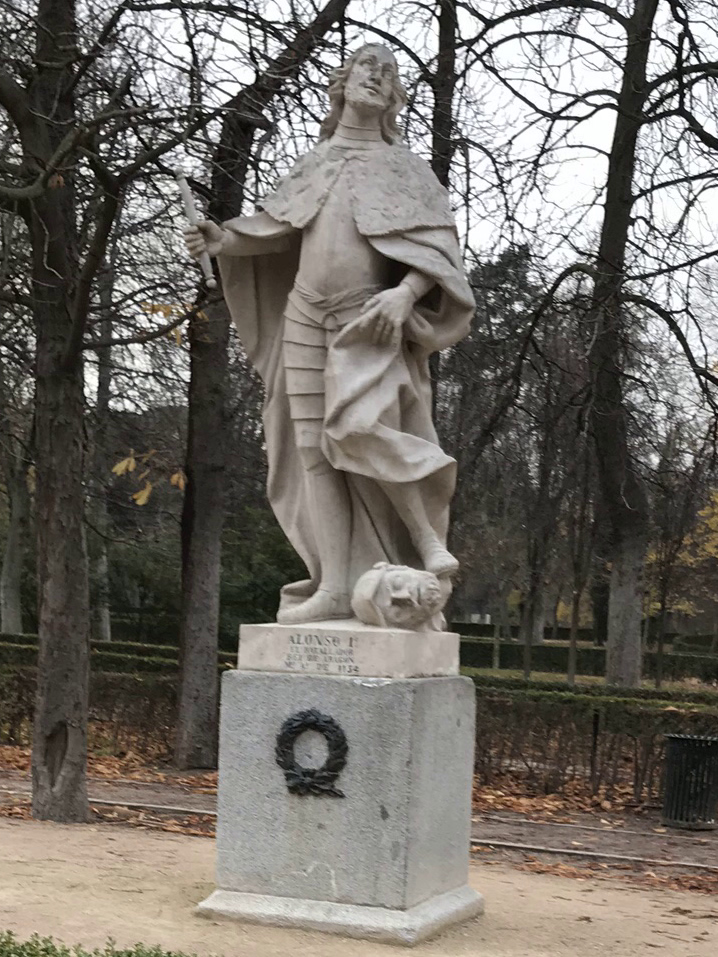
Alfons I. im Retiro-Park in Madrid

Alfons I. der Krieger (spanisch Alfonso el Batallador, aragonesisch Alifonso lo Batallero; * 1073; † 7. September 1134 in San Juan de la Peña) war von 1104 bis 1134 König von Aragón und Navarra aus dem Haus Jiménez. Er war einer der bedeutendsten Herrscher des spanischen Mittelalters und Protagonist der Reconquista, der aufgrund der Eroberung von Saragossa 1118 maßgeblichen Anteil an der Etablierung von Aragón als zweiter christlicher Macht neben León-Kastilien hatte.
Alfons war der dritte Sohn des Königs Sancho Ramírez von Aragón-Navarra und der zweite aus dessen zweiter Ehe mit Felicia von Roucy, die aus dem nordfranzösischen Adel stammte. Sein älterer Vollbruder Ferdinand war bereits früh gestorben, weshalb er in der Thronfolge an zweiter Stelle nach seinem älteren Halbbruder Peter I. aufrückte.

## Leben

### Ehe mit Urraca
Über die Jahre vor seiner Thronübernahme im September 1104 ist, bis auf seine Herrschaft in Biel, nichts von Alfons überliefert, obwohl er zu diesem Zeitpunkt bereits über dreißig Jahre alt war. Er folgte seinem Halbbruder Peter I. nach, der mit den Eroberungen von Huesca (1096) und Barbastro (1100) bereits große Erfolge bei der Expansion Aragóns gegen das muslimische Al-Andalus verzeichnen konnte. Hauptrivale dabei war das mächtige Taifa-Königreich der Banu Hud von Saragossa, an dessen Eroberung Peter I. kurz vor seinem Tod noch gescheitert war. Alfons setzte die Politik seines Halbbruders nahtlos fort, geriet aber dabei wie dieser in Gegensatz zu dem „Imperator über die Nationen von Spanien“ Alfons VI. von León-Kastilien. Denn Saragossa war ein tributpflichtiger Vasall von León-Kastilien und hatte folglich unter dessen Schutz gestanden, was Alfons einstweilen in seine Schranken wies. Eine dynastische Krise im leónesischen Königshaus versetzte ihn aber unverhofft in die Position zur Übernahme des größten christlichen Königreichs und vorherrschenden Macht auf der iberischen Halbinsel. 1107 starb der älteste Schwiegersohn Alfons’ VI., Raimund von Burgund, und im Jahr darauf fiel der einzige Königssohn Sancho Alfónsez im Kampf gegen die Mauren. Damit stieg die älteste Tochter des Königs und Witwe Raimunds, Urraca, zur Haupterbin ihres Vaters auf, der sogleich ihre Wiederverheiratung betrieb und in dem streitbaren König von Aragón den geeigneten Mann für seine Tochter und Beschützer seines Enkels Alfonso Raimúndez sah. Wohl im August 1108 wurde die Verlobung zwischen Alfons und Urraca vereinbart.

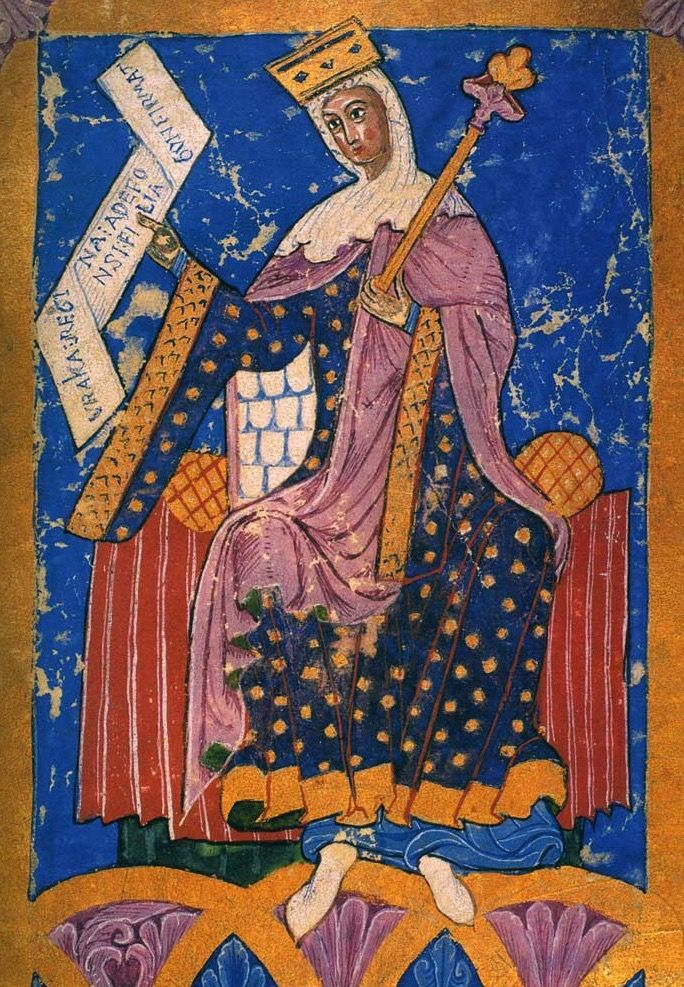
Königin Urraca von León-Kastilien, dargestellt in einer Miniatur aus dem 12. Jahrhundert; Archivo de la Catedral de Santiago, Tumbo A

Diese Ehe rief allerdings von Anfang an einen breiten Widerstand innerhalb des leónesisch-kastilischen Adels und Klerus hervor. Der Adel erkannte in Alfons zuallererst einen landesfremden Außenseiter, dem man sich nicht fügen wollte. Außerdem wurde er als Bedrohung der Erbrechte des jungen Alfonso Raimúndez wahrgenommen, um den sich folglich vor allem der galicische Adel sammelte. Dieselben machtpolitischen Vorbehalte vertrat der vom Erzbischof von Toledo angeführte Klerus, wobei der Erzbischof das kanonische Recht als Einwand gegen die Ehe anführen konnte, da das Paar zu nahe miteinander verwandt war; König Sancho III. von Navarra war ihr gemeinsamer Urgroßvater. Bezeichnenderweise hatte der Klerus einst gegen die erste Ehe Urracas mit Raimund von Burgund keinerlei Einwände erhoben, obwohl auch dieser zu nahe mit ihr verwandt gewesen war. Am 1. Mai 1109 starb Alfons VI., und obwohl Urraca nun als Königin, unterstützt von ihren Vasallen, den letzten Willen ihres Vaters hätte übergehen können, bekannte sie sich doch zur Ehe mit Alfons von Aragón, sei es aus Respekt vor ihrem Vater oder aus Furcht vor einem Konflikt mit ihrem Verlobten. Wahrscheinlich übte bei dieser Entscheidung auch der Vertraute der Königin, Graf Pedro Ansúrez, entscheidenden Einfluss aus, der schon seit 1104 als Regent in Urgell ein gutes Einvernehmen mit Alfons gepflegt hatte. Im Oktober 1109 wurde die Hochzeit in Monzón de Campos begangen. Seinen so neu gewonnenen Herrschaftsanspruch auf León-Kastilien demonstrierte Alfons fortan durch die Aneignung des hispanischen Imperatorentitels (totius Hispaniae imperator), der traditionell mit dem leónesischen Königreich assoziiert war und einen Oberherrschaftsanspruch über ganz Spanien in ideeller Fortführung des Westgotenreichs von Toledo implizierte. Unmittelbar darauf zog das Paar nach Aragón, das von Ahmad II. al-Musta'in angegriffen wurde. Am 24. Januar 1110 errang Alfons in der Schlacht von Valtierra einen vollständigen Sieg und tötete den König von Saragossa. Statt aber die Gunst der Stunde zu nutzen und sich Saragossas zu bemächtigen, zogen Alfons und Urraca anschließend nach Galicien, um dort den Aufstand der Opposition zu unterdrücken.
Im Sommer 1110 kehrte Alfons allein nach Aragón zurück, um den Krieg um Saragossa zu forcieren. Die Inbesitznahme der Stadt durch die Almoraviden im Mai dieses Jahres nötigte ihn zum eiligen Handeln. Faktisch war damit aber auch das Ende seiner Ehe mit Urraca verbunden, was aus politischen und persönlichen Umständen resultierte. Zum einen ging von Papst Paschalis II. die Aufforderung zur Annullierung der Ehe unter Androhung der Exkommunikation ein, die vom leónesisch-kastilischen Klerus gefordert wurde. Zum anderen kam es zwischen den Eheleuten selbst zum persönlichen Bruch, an dem beide Anteil hatten. Während Urraca kaum verhehlend außereheliche Beziehungen pflegte, konnte Alfons kaum sein gewalttätiges Naturell verbergen. Sogar gegenüber seiner Frau soll er physische Gewalt angewandt haben, so lautete zumindest eine von ihr geäußerte Anklage. Überhaupt war Alfons’ Verhältnis zu Frauen schon in der mittelalterlichen Geschichtsschreibung Gegenstand der Beobachtung. Der muslimische Chronist Ibn al-Athīr († 1233; al-Kāmil fī ʾt-tarīch), der als einziger eine persönliche Charakterisierung des Königs von Aragón vornahm, beschrieb ihn als tatkräftigen Krieger, der sogar beim Schlafen seine Rüstung nicht ablegte und den Umgang mit Männern für geziemender erachtete als den mit Frauen. Auch bemerkte der Autor, dass von Alfons entgegen den seinerzeit akzeptierten gesellschaftlichen Konventionen keinerlei Konkubinate oder außereheliche Kinder bekannt waren. Jüngere Betrachtungen sind daher zu der Auffassung gelangt, das Alfons homosexuell gewesen sei, wofür auch seine offenkundige Ignoranz bezüglich einer dynastischen Politik spricht. Er war bereits 36 Jahre alt, als er mit Urraca seine erste und zugleich einzige Ehe schloss. Und trotz des Mangels eines Thronfolgers zog er nach dem schnellen Scheitern seiner Ehe keine weitere mehr in Betracht und setzte damit sein Königreich einer ungewissen Zukunft aus. Sein einziger Bruder Ramiro hatte eine klerikale Laufbahn eingeschlagen und war daher als potentieller Nachfolger scheinbar nicht verfügbar.

### Krieg mit Urraca
Ungeachtet des päpstlichen Richtspruchs und des Scheidungswillens seiner Frau war Alfons nicht dazu bereit, eine Trennung und den damit verbundenen Machtverlust zu akzeptieren, und suchte seine Ehe mittels Waffengewalt aufrechtzuerhalten. Einen unerwarteten Verbündeten erhielt er in Graf Heinrich von Portugal, dem Schwager Urracas, der sich einen Profit aus dem Ehekrieg erhoffte. Im April 1111 konnte Alfons in der alten westgotischen Hauptstadt Toledo einziehen, worauf seine Frau am 19. September 1111 ihren Sohn Alfonso Raimúndez in Santiago de Compostela zum König weihen ließ, um Alfons’ Alleinherrschaftsanspruch entgegenzuwirken. Am 26. Oktober 1111 kam es in der Schlacht von Candespina zum ersten militärischen Aufeinandertreffen, aus dem Alfons siegreich hervorging und dabei den Heerführer und Liebhaber seiner Frau, Graf Gómez González, tötete. Anschließend boten die Galicier unter dem Erzbischof Diego Gelmírez ein Heer gegen ihn auf, das er aber in einem zweiten Treffen bei Viadangos ebenfalls schlug. Dabei konnte er den zweiten Liebhaber seiner Frau, Graf Pedro González de Lara, gefangen nehmen, der dann allerdings doch noch seine Flucht zu bewerkstelligen vermochte. Bis zum Dezember 1111 besetzte Alfons nahezu alle wichtigen Plätze in Kastilien und León und drängte seine Frau nach Galicien ab, bis sein Siegeszug im Frühjahr 1112 ein jähes Ende fand. Nach einem Überraschungszug seiner Frau wurde er von ihr und dem Grafen von Portugal, der inzwischen die Seiten gewechselt hatte, in Astorga eingeschlossen. Zu einem Entscheidungskampf kam es einzig aufgrund von machtpolitischen Erwägungen Urracas nicht, die stattdessen Alfons’ Zwangslage nutzte, um ihn zur Wiederaufnahme eines Ehelebens zu drängen. Sie benötigte ihren Mann nun als Gegengewicht zu ihrem Schwager, Graf Heinrich von Portugal, der allerdings noch im selben Jahr an den Wunden starb, die er vor Astorga erhalten hatte. Und nachdem der Abt Pontius von Cluny als päpstlicher Legat erschienen war, der noch einmal die Annullierung der Ehe seitens des Papstes verkündete, war die leónesisch-kastilische Ehe endgültig beendet. Geschlagen musste sich Alfons nach Aragón zurückziehen, bis zum April 1113 wurden seine Garnisonen aus allen wichtigen Städten Kastiliens wie Toledo und Sahagún vertrieben. Burgos verlor er nach einem militärischen Handstreich Urracas, was besonders von dem muslimischen Geschichtsschreiber Ibn al-Kardabus mit großer Genugtuung kommentiert wurde, war doch dem größten Maurenkämpfer dieser Zeit die schwerste Niederlage von seiner ehemaligen Frau zugefügt worden.
Ungeachtet des Scheiterns seine Ehe mit Urraca hielt Alfons an den aus ihr resultierenden Herrschaftsansprüchen auf León-Kastilien fest, wenngleich er diese nun nicht mehr militärisch durchzusetzen suchte. So hielt er an dem Imperatorentitel fest und nutzte die innenpolitischen Querelen seiner ehemaligen Frau zum eigenen Vorteil, um insbesondere im altkastilischen Raum Positionen zu gewinnen. Beispielsweise konnte er 1114 wieder Burgos unter seine Kontrolle bringen, als dort die Bevölkerung seinen Bruder Ramiro zum Bischof wählte, in Opposition zu einem von Urraca ernannten Kandidaten. Weiterhin gelang es ihm, einige Ortschaften in Ostkastilien und der Rioja zu halten. Allerdings verlor er bis 1116 die Kontrolle über Burgos wie auch über die Abtei San Benoit von Sahagún wieder an Urraca, die die Unterstützung von Papst Paschalis II. genoss. Alfons konnte dagegen kaum etwas unternehmen, da er seine Kräfte ganz gegen die Mauren von Saragossa richten musste, die seit geraumer Zeit ihren militärischen Druck gegen Aragón erhöht hatten. In dieser Situation ging er gegen Jahresende 1116 einen diplomatischen Ausgleich mit Urraca in Form eines Friedensvertrags ein, indem er die Auflösung seiner Ehe akzeptierte und auf alle Herrscherrechte südlich des Duero einschließlich auf Toledo verzichtete. Im Gegenzug verzichtete Urraca bereitwillig auf die weitere Oberlehnsherrschaft auf Saragossa und gab es damit zur Eroberung frei. Allein auf Burgos und die Rioja erhielt Alfons seinen Anspruch aufrecht, genauso wie auf die imperiale Würde, wenngleich er diese bis zum Jahr 1127 nur noch in vier Urkunden gebrauchte.

### Eroberung von Saragossa

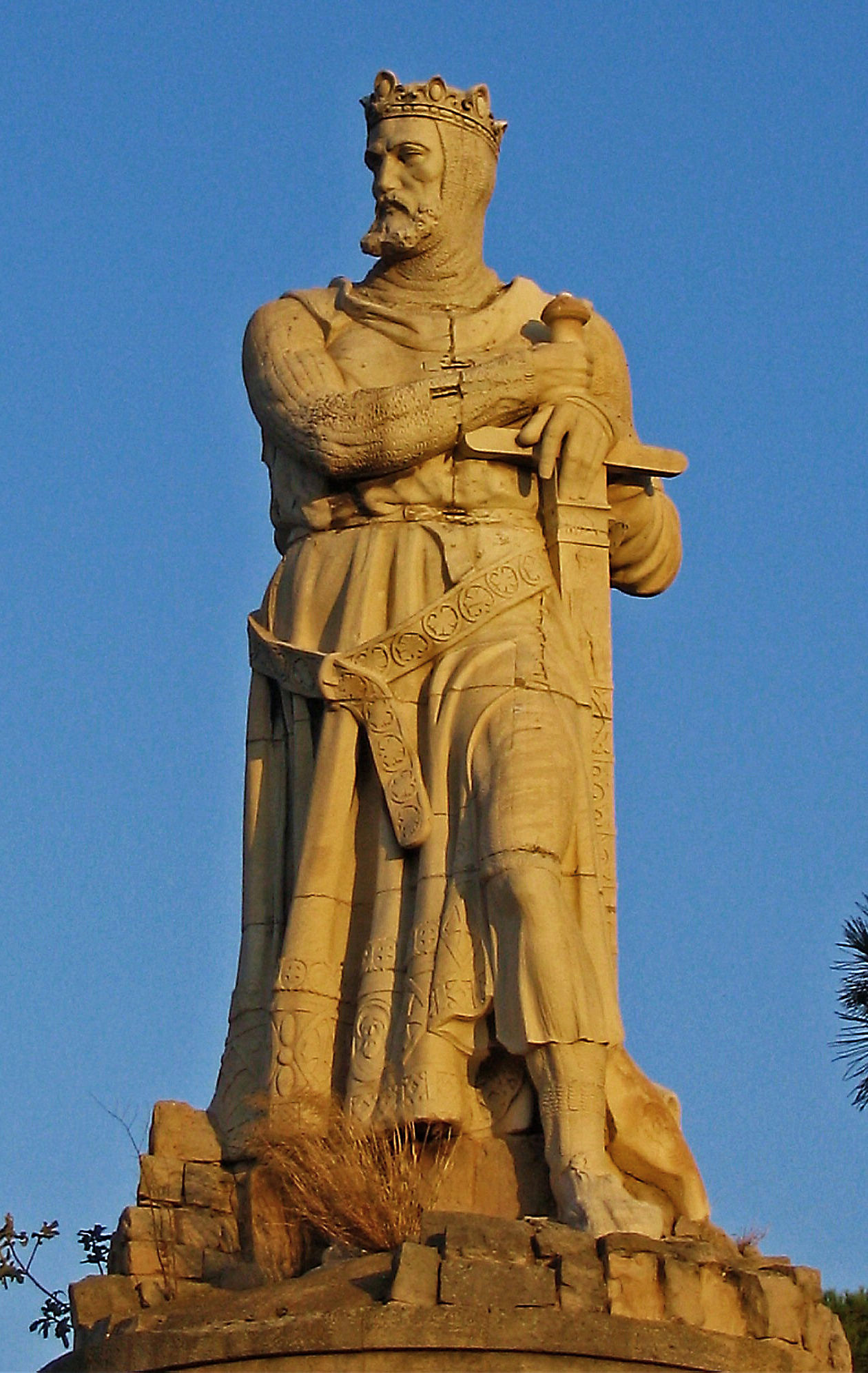
Statue von Alfonso el Batallador im Parque Grande José Antonio Labordeta in Saragossa, errichtet 1925

Nach seinem Sieg bei Valtierra 1110 und dem Tod des letzten muslimischen Taifakönigs von Saragossa hatte Alfons auf einen direkten Zug gegen diese Stadt verzichtet, wovon vor allem die Almoraviden hatten profitieren können; sie hatten die Stadt noch im selben Jahr besetzt. Die Almoraviden waren eine ursprünglich aus Mauretanien stammende Berberdynastie, die in der Mitte des 11. Jahrhunderts ihre Herrschaft über Marokko mit Marrakesch als Hauptstadt ausdehnen konnte. Nachdem König Alfons VI. von León-Kastilien im Jahr 1085 Toledo für die Christenheit erobert hatte, waren die Almoraviden von den Taifakönigen von Al-Andalus zu Hilfe gerufen worden, worauf sie von Afrika nach Spanien übergesetzt waren und dort nacheinander ihrerseits die Taifas ihrem Reich unterwarfen. Saragossa war bis 1110 das letzte Taifa, das sich ihnen widersetzt hatte, bis es schließlich dank der Schlacht von Valtierra als letztes in ihre Hände gefallen war. Die Hauptstoßrichtung der Almoraviden war Toledo, doch auch gegen Aragón erhöhte sich ihr Druck zuletzt, weshalb Alfons 1116 zu seinem Frieden mit seiner Exfrau genötigt war. Im selben Jahr griff der Statthalter von Saragossa, Ibn Tifilwit zuerst das Kloster Rueda an und belagerte anschließend Borja, wo der Erbe der Banu Hud, Imad al-Dawla, als aragónesischer Vasall herrschte. Im Sommer des darauffolgenden Jahres führte Alfons dagegen eine erste Offensive nach Saragossa und belagerte die Stadt. Zwar musste er die Belagerung nach der Ankunft eines Entsatzheeres der Almoraviden abbrechen, doch ging er aus der folgenden Feldschlacht siegreich hervor, in der Ibn Tifilwit getötet wurde.
Im Frühjahr 1118 konnte Alfons ein großes Heer aufbieten, das neben seinem aragónesischen Aufgebot auch jenes der von ihm auf einem Konzil in Toulouse angeworbenen transpyrenäischen Fürsten aus Frankreich umfasste. Zu Letzteren gehörten der Vizegraf Gaston IV. von Béarn und dessen Bruder, Graf Centulle II. von Bigorre, weiterhin Graf Rotrou III. von Perche, Vizegraf Bernard Aton von Carcassonne sowie die Vizegrafen von Gabarret und Lavedan. Von Papst Gelasius II. wurde der Feldzug nachträglich mit allen Absolutionen eines Kreuzzugs ausgestattet. Im Mai 1118 nahm Alfons erneut die Belagerung von Saragossa auf. Beeinflusst von den Erfahrungen des Vizegrafen von Béarn bei der Eroberung von Jerusalem 1099 auf dem ersten Kreuzzug ließ Alfons dieses Mal Belagerungsmaschinen konstruieren, um die starken Mauern der Stadt überwinden zu können. Dennoch gestaltete sich die Belagerung als so langwierig, dass die Almoraviden erneut ein Entsatzheer von Córdoba heranziehen konnten. Im Oktober oder November besiegte Alfons dieses Heer vor den Mauern der Stadt, worauf die Stadt am 18. Dezember 1118 kapitulierte. Die Eroberung von Saragossa markiert einen bedeutenden Meilenstein in der Geschichte der spanischen Reconquista, wurde doch der nördlichste Eckpfeiler des muslimischen Al-Andalus auf der iberischen Halbinsel eingenommen. Für das kleine Pyrenäenkönigreich Aragón zog es eine beträchtliche territoriale Expansion nach sich, durch die es das Ebrotal sichern und sich als zweite christliche Macht auf der iberischen Halbinsel etablieren konnte. Alfons machte Saragossa sogleich zur neuen Hauptstadt seines Königreichs (regnum Caesaraugustanum) und garantierte der verbliebenen muslimischen Bevölkerung Religionsfreiheit. Zugleich aber ließ er diese in die Vororte umsiedeln, um das befestigte Stadtzentrum nun mit christlichen Siedlern neu zu bevölkern. Die Eroberung rundete er durch die Einnahme von Borja, Tarazona, Soria, Ágreda und schließlich Tudela am 19. Februar 1119 ab.
Alfons’ Siegeszug nötigte den Almoravidenkönig Ali ibn Yusuf zum zweiten Mal nach 1106 zum Übersetzen nach Spanien, um die Lage vor Ort zu stabilisieren. Er ernannte seinen Bruder Tamim zum neuen Generalstatthalter und betraute ihn mit dem Kampf gegen Alfons. Doch am 17. Juni 1120 errang dieser, unterstützt von Herzog Wilhelm IX. von Aquitanien, in der großen Schlacht von Cutanda einen vollständigen Sieg über das Almoravidenheer, bei dem angeblich 15.000 Mauren getötet oder gefangen genommen wurden. In der Folge fielen Alfons auch Calatayud, Daroca und Monreal del Campo in die Hände. Den Maurenkampf führte Alfons in den folgenden Jahren unablässig fort und sicherte die eroberten Gebiete durch den Bau neuer Burgen entlang des Jalón nach Süden hin. Dies beabsichtigte er auch an der Ostgrenze Aragóns, wo noch die Städte Lleida und Fraga in muslimischer Hand waren. 1123 erbaute er gegenüber der ersteren die Burg Gardeny, um von dieser aus die Belagerung zu leiten. Doch die Einnahme Lleidas scheiterte letztendlich nicht zuletzt wegen der Intervention des Grafen Raimund Berengar III. von Barcelona, der ebenfalls diese Stadt beanspruchte. Im Juli 1124 kehrte Alfons in die Rioja zurück und belagerte dort Haro, eine Burg des Diego López, Herr von Vizcaya, der einst zu Urraca gehalten hatte. Anschließend versicherte er sich seiner Herrschaft in Burgos und Nájera.
Im September 1125 begann Alfons einen Heerzug bis weit in das maurische Andalusien hinein. An Valencia und Murcia vorbeiziehend konnte er als erster christlicher Feldherr seit der maurischen Invasion 711 überhaupt Granada erreichen. Dabei schlossen sich ihm ganze mozarabische Völkerschaften an, die sich in den Bergen der Alpujarras drei Jahrhunderte lang gegenüber der muslimischen Herrschaft hatten behaupten können. Die Stadt selbst konnte er allerdings nicht belagern, da der almoravidische Statthalter Tamim sie rechtzeitig in Verteidigungsbereitschaft gesetzt hatte. Alfons zog deshalb nach Córdoba weiter, von Tamim und dessen Heer in sicherem Abstand verfolgt. Am 10. März 1126 unternahmen die Almoraviden auf das auf dem Feld von Arnisol bei Lucena lagernde aragónesische Heer einen Überraschungsangriff, dem Alfons standhalten und die Schlacht am Ende für sich entscheiden konnte. Danach trat er den Heimmarsch nach Aragón an.

### Späte Jahre
Während Alfons’ Abwesenheit auf dem Feldzug nach Andalusien war Königin Urraca gestorben und deren junger Sohn Alfons VII. (Alfonso Raimúndez) hatte die Alleinherrschaft über León-Kastilien übernommen. Alfons stand zu seinem Stiefsohn in einem feindseligen Verhältnis, war er ihm gegenüber doch während seiner Ehe mit Urraca als Bedrohung seiner Erbrechte aufgetreten. Und sogleich nach der Thronübernahme suchte Alfons VII. die von Aragón besetzten Gebiete in Altkastilien und der Rioja zurückzuerobern. Dabei erhielt er die Unterstützung der lokalen Bevölkerung, die der aragónesischen Besatzung überdrüssig geworden war. Im Herbst 1126 erhoben sich die Bürger von Burgos, vertrieben die Aragónesen aus der Stadtburg und übergaben diese an Alfons VII. Im Juli 1127 marschierte Alfonso deshalb erneut nach Rioja, um Nájera und Castrojeriz zu befestigen. Sofort zog ihm Alfons VII. mit seiner gesamten Heeresmacht entgegen und stellte ihn im Tal von Támara bei Hornillos de Cameros. Zur Schlacht kam es allerdings nicht, da insbesondere unter den kastilischen Vasallen Alfons’ VII. keine Bereitschaft zum Kampf aufkam. Ihr Wortführer war ausgerechnet Pedro González de Lara, der ebenso von Alfons VII. gehasste Liebhaber seiner Mutter. Stattdessen legten die Könige von León und Aragón ihre Differenzen in einem Friedensvertrag bei, der nicht im Detail überliefert ist. Wahrscheinlich aber beinhaltete er den Verzicht des Königs von Aragón auf Burgos und den Imperatorentitel bei gleichzeitiger Anerkennung des Gewinns von Saragossa. Tatsächlich ließ Alfons sich seither nicht mehr als Imperator titulieren; diese Würde wurde nun allein von Alfons VII. beansprucht. Alfons war nicht zuletzt auch deshalb zum Frieden genötigt, weil zugleich der Graf von Barcelona das aragónesische Monzón eroberte.

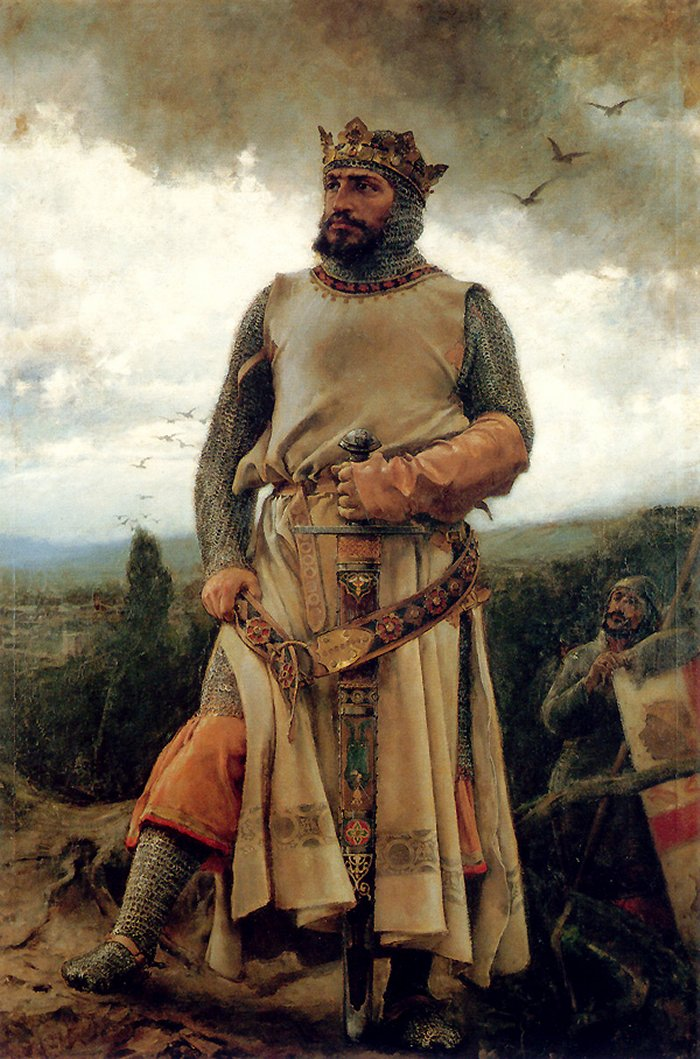
Alfonso el Batallador. Historisierendes Portraitgemälde von Francisco Pradilla, 1879

Eine dynastische Allianz zwischen León und Barcelona bedrohte fortan Aragón von zwei Fronten aus, weshalb Alfons ungeachtet des Friedens von Támara im Frühjahr 1129 erneut in Kastilien einfiel und Medina-Sidonia und Morón belagerte. Als jedoch Alfons VII. gegen ihn heranzog, ging er einer Schlacht aus dem Weg und zog sich nach Almazán zurück. Anschließend kehrte er kampflos nach Aragón zurück, ohne dass er je wieder einen Feldzug nach Kastilien unternehmen sollte. Seither befand sich Alfons faktisch mit all seinen Nachbarn im Krieg, im Westen mit León, im Osten mit Barcelona, im Süden mit den Almoraviden und im Norden mit Toulouse. Im Mai 1129 zog er gegen die Almoraviden und begann mit der Belagerung von Valencia. Ein zahlenmäßig weit überlegenes Entsatzheer des Statthalters von Sevilla schlug er in der Schlacht von Cullera vernichtend, doch musste er dabei selbst hohe Verluste hinnehmen und deshalb die Belagerung abbrechen. Dennoch schwächte dieser Sieg die Offensivkraft der Almoraviden für die nächste Zeit erheblich, so dass sich Alfons 1130 einem anderen Gegner zuwenden konnte. Er zog über die Pyrenäen in die Gascogne, um dort Bayonne zu belagern. Dieser Angriff galt dem Grafen Alfons Jordan von Toulouse, der ein Vetter und Verbündeter von Alfons VII. von León war. Fast ein ganzes Jahr lang belagerte Alfons Bayonne, ohne die Stadt einnehmen zu können. Und während seine Kräfte vor Bayonne gebunden waren, nutzte Alfons VII. von León dies im Oktober 1131 zur Eroberung von Castrojeriz, Almazán und Soria, was für Aragón faktisch den Verlust der Rioja bedeutete.

### Tod und Nachfolge
Um diese Niederlagen auszugleichen, nahm Alfons den Kampf mit Raimund Berengar III. von Barcelona auf und eroberte die Burg von Monzón zurück. Den Zwist der Christenherrscher untereinander nutzte der almoravidische Statthalter von Valencia zu einer Offensive gegen Aragón und tötete dabei den alten Kreuzzugsveteranen Gaston IV. von Béarn. Die neue maurische Bedrohung veranlasste Alfons zur einstweiligen Beilegung seines Streits mit León-Kastilien, um die Planungen zu einem Gegenstoß anzugehen. Erneut zog er ein großes Heer mit Verstärkungen aus Südfrankreich zusammen, mit dem er im Winter 1133 Mequinenza eroberte. Anschließend schritt er an die Belagerung des stark befestigten Fraga, das einen bedeutenden Außenposten an der Ostgrenze Aragóns darstellte. Einmal mehr boten die Almoraviden ihre in al-Andalus zur Verfügung stehenden Streitkräfte auf, um ihre Festung zu entsetzen. Dem konnte Alfons am 17. Juli 1134 in der großen Schlacht von Fraga dieses Mal nichts entgegensetzen; sein Heer wurde von der erdrückenden Übermacht überwältigt und aufgerieben, die Bischöfe von Lescar, Roda-Barbastro und Jaca, sowie andere hohe Prälaten und Adlige wurden getötet. Alfons selbst gelang mit wenigen Rittern die Flucht vom Schlachtfeld, aber offenbar wegen seiner schweren Verwundungen, der Chronica Adefonsi imperatoris nach an gebrochenem Herzen, starb er bereits am 7. September 1134 im Alter von 61 Jahren in der Abtei San Juan de la Peña. Er wurde in der Abtei Jesús Nazareno der Mönchsburg Montearagón bestattet. 1845 wurde sein Leichnam in die Kirche San Pedro el Viejo in Huesca überführt.
Im Feldlager vor Bayonne hatte Alfons im Oktober 1131 sein Testament verfasst, dessen Inhalt er kurz vor seinem Tod am 4. September 1134 in Sariñena noch einmal bestätigte. In Ermangelung eines Thronerben vermachte er darin sein Königreich den Orden der Templer, Hospitaliter und den Chorherren vom Heiligen Grab. Diese Regelung erwies sich allerdings unter seinen aragónesischen und navarresischen Vasallen als nicht annehmbar, die unabhängig voneinander auf ihre Art die Nachfolge regelten. Die Aragónesen holten Ramiro, der noch im August desselben Jahres zum Bischof von Roda-Barbastro gewählt worden war, aus seinem Kloster und proklamierten ihn zum König. Die Navarresen erhoben García Ramírez, einen entfernten Vetter aus dem Haus Jiménez, zu ihrem König. Die seit 1076 bestehende Personalunion zwischen Aragón und Navarra wurde damit aufgehoben und zugleich die historische Union zwischen Aragón und Katalonien eingeleitet. Denn der Mönchskönig Ramiro II. regierte nur solange, bis ihm aus einer schnell arrangierten Ehe die Tochter Petronella von Aragón geboren wurde, die sogleich mit dem katalanischen Grafen Raimund Berengar IV. von Barcelona verheiratet wurde, der dann die Regentschaft auch in Aragón übernahm. Die Ritterorden wie auch der Heilige Stuhl zu Rom billigten die Übergehung von Alfons’ letztem Willen nachträglich.